# João Baptista de Oliveira Figueiredo

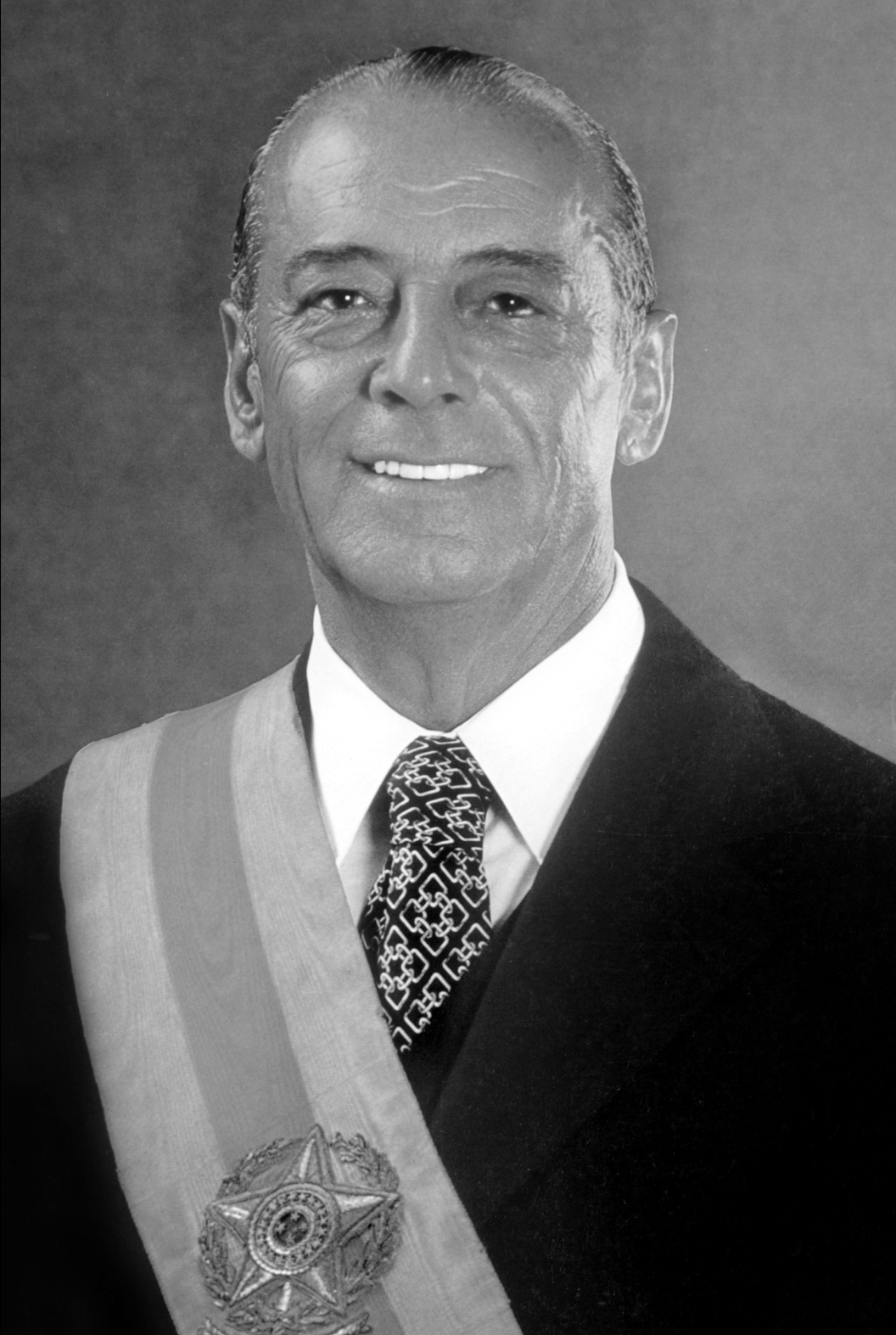
João Figueiredo

João Baptista de Oliveira Figueiredo, född 15 januari 1918 i Rio de Janeiro, död 24 december 1999 i Rio de Janeiro, var en brasiliansk militär och konservativ politiker. Figueiredo utnämndes till general 1978. Han var Brasiliens president mellan 1979 och 1985.
Figueiredo styrde med stöd av Aliança Renovadora Nacional (ARENA-partiet). Under hans tid som president fortsatte den försiktiga demokratisering av landet som inletts under företrädaren Ernesto Geisel. Figueiredo efterträddes av en demokratiskt vald president, Tancredo Neves.